# Сенница памфил
Сенница памфил или сенница обыкновенная или малый жёлтый сатир (лат. Coenonympha pamphilus) — вид дневных бабочек из семейства Бархатницы. Населяет открытые травянистые сообщества Евразии, а также редколесья и опушки лесов. Один из самых обычных видов семейства.

## Происхождение названия
Видовой эпитет Pamphilus (греческий, «всеми любимый») дано в честь Памфила, ученика Платона, которого слушал Эпикур, либо же может означать жителя Памфилии — страны на юге Малой Азии.

## Описание
Вид отличается большой индивидуальной и сезонной изменчивостью и представлен широким диапазоном более или менее различных форм. Длина переднего крыла 14—17 мм.

## Ареал
Западная часть внетропической Евразии; восточнее реки Енисей отсутствует. Обычный и широко распространенный вид, который, за исключением зоны северных тундр, встречается по всей территории Восточной Европы и Западной Сибири до Алтая и Кузнецкого Алатау. 
Населяет луга разных типов, лесные опушки, обочины дорог, лесные вырубки, поляны, берега рек, степи, пустыри, пастбища, сельскохозяйственные угодья, сады, парки, территории населенных пунктов и т. д. Отмечен также на малопригодных для развития булавоусых чешуекрылых биотопах — песчаных морских побережьях Чёрного моря и сопутствующих им солончаках.

## Биология
Имаго изредка питаются нектаром различных кустарниковых и травянистых медоносов. За год развиваются несколько поколений, количество которых зависит от широты ареала и сезонных условий. На севере развивается в одном поколении и время лета бабочек приходится на июль. В средней полосе развивается обычно два поколения и время лёта имаго припадает с середины мая до третьей декады июня, а также с середины июля до середины сентября. На юге ареала, а также в годы с жарким летом и теплой осенью бывает до трех поколений, и сроки лета бабочек двух последних могут перекрываться и затягиваться до начала октября. Гусеницы развиваются весьма неравномерно, вследствие чего четкие границы времени лёта отдельных поколений могут отсутствовать. На Кавказе только что вышедших из куколки бабочек можно встретить с начала мая до середины ноября. 

## Жизненный цикл
Самки откладывают яйца на злаковые вблизи от поверхности почвы. Яйца диаметром 0,9 мм, при высота 1,1 мм. Стадия яйца около 6 дней. Гусеницы последнего поколения развиваются с зимовкой с июля — сентября по апрель — май следующего года, предпочитают питаться ночью.
Гусеницы могут быть салатного, зелёного и буро-зелёного цвета. Стадия гусеницы длится 19—21 день.
Окукливаются на стеблях травинок низко над землей. Кормовые растения: пахучеколостник, коротконожка (Brachypodium sp.), гребенник обыкновенный (Cynosurus cristatus), ежа сборная, ежа (Dactylis sp.), Deschampsia cespitosa, луговик извилистый, луговик, овсяница овечья, овсяница красная, овсяница, белоус торчащий, мятлик однолетний, мятлик.
Куколки, преимущественно, зелёного цвета, но изредка встречаются также бурого цвета с белыми полосами.